# Tiberio Mitri
Primo Tiberio Mitri (Trieste, 12 luglio 1926 – Roma, 12 febbraio 2001) è stato un pugile e attore cinematografico italiano.
Conosciuto come La tigre di Trieste, ha conquistato due volte il titolo europeo dei pesi medi e ha sfidato per il titolo mondiale l'italo-americano Jake LaMotta, uno dei più forti pesi medi di tutti i tempi. È stato sposato con Fulvia Franco, vincitrice del concorso Miss Italia del 1948.

## Biografia
Tiberio Mitri vive un'infanzia povera e un'adolescenza travagliata. A dieci anni rimane orfano di un padre spesso assente. La madre per lavorare in un'osteria lo lascia spesso con una mendicante che lo punge con uno spillone per farlo piangere e commuovere i passanti. 
Cresce frequentando una banda di ladruncoli e, per questo, è rinchiuso in un istituto dal quale ben presto evade. Fa un primo ingresso nella palestra di pugilato di Via Rigutti, dove è notato dall'allenatore Bruno Fabris. Nel frattempo trova lavori saltuari al porto di Trieste e poi, falsificando la sua età, si arruola nella Marina militare. 
Coinvolto in un attacco inglese a Lussinpiccolo riesce a rientrare a Trieste ma poi è arrestato dai tedeschi e portato alla Risiera di San Sabba. Per evitare di essere destinato in Germania si arruola nella polizia ferroviaria. È salvato dal comandante della milizia che, essendo anche il presidente del comitato pugilistico, lo fa passare per un atleta di interesse nazionale e lo riporta in palestra. A guerra finita si divide tra un impiego comunale e il pugilato dove brucia le tappe e passa ben presto al professionismo. 

### Carriera pugilistica
Esordisce a torso nudo nel 1946 con una vittoria per KO su Lorenzo Pamio. Dopo 26 match combattuti quasi tutti a Trieste ma anche in Svizzera e uno a Roma, con 23 vittorie, 2 pari e una sola sconfitta, giunge a combattere per il titolo italiano dei pesi medi. Indossa la cintura nazionale a soli ventuno anni sconfiggendo ai punti Michele Marini sul ring casalingo di Trieste. La difende battendo ai punti Giovanni Manca, uno dei due che in precedenza lo avevano costretto al pari, il 9 agosto 1948 a Trieste.
Il 22 ottobre 1948 batte ai punti, a Parigi, Laurent Dauthuille un pugile in procinto di intraprendere una buona carriera oltreoceano, dove affronterà campioni come Kid Gavilán (sconfitta ai punti) e Jake LaMotta, che batterà in un match non valido per il titolo per poi perdere per KO, a pochi secondi dalla fine e a un passo dal conquistare la cintura mondiale.
Tra la fine del 1948 e l'inizio del 1949, Mitri affronta il britannico originario della Guyana Dick Turpin, in un doppio confronto organizzato per designare il prossimo sfidante al titolo europeo. Pareggia alla Royal Albert Hall di Londra e poi batte ai punti l'avversario nella sua Trieste. 
Il 7 maggio 1949, a Bruxelles, nemmeno ventitreenne, conquista il titolo europeo, battendo il belga Cyriel Delannoit, ai punti in quindici riprese. Il 12 dicembre dello stesso anno, a Parigi, difende la cintura europea dall'assalto del francese Jean Stock, ai punti. 

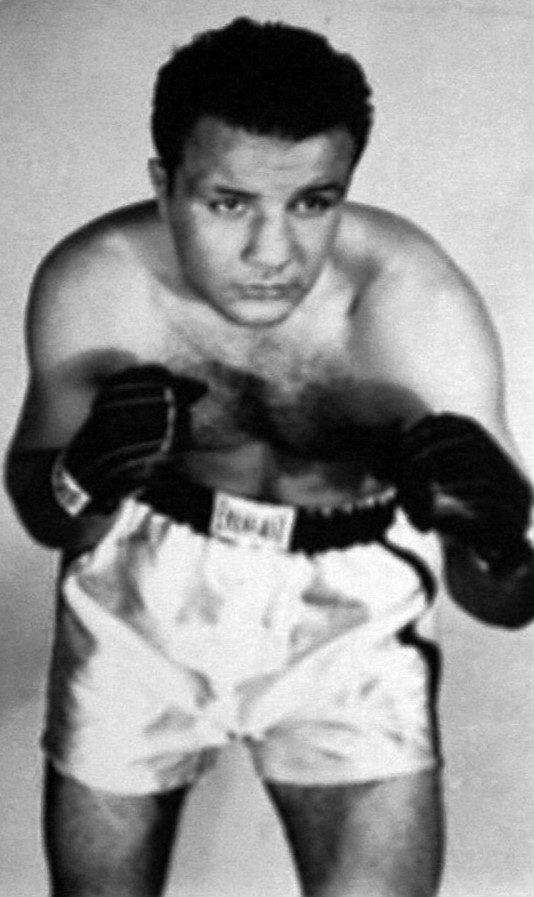
Jake LaMotta batté ai punti Tiberio Mitri al Madison Square Garden di New York, con in palio la corona mondiale dei pesi medi

Successivamente rinuncia al titolo europeo per combattere per il titolo mondiale contro Jake LaMotta, l'italoamericano detto "il Toro del Bronx", di cui poi diventerà amico. Prima però deve affrontare lo statunitense Dick Wagner, che sconfigge ai punti a New York in una sorta di semifinale per il titolo.
Il 12 luglio 1950, giorno del suo ventiquattresimo compleanno, Tiberio Mitri sale sul ring del Madison Square Garden di New York per contendere la corona mondiale a uno dei più forti pesi medi di tutti i tempi. Gli spettatori paganti sono 16.369 per un incasso di 99.841 dollari. 
La prima ripresa è favorevole a La Motta, poi il triestino passa al contrattacco e si accende la bagarre. La Motta non cede. Al sesto round colpisce l'italiano all'occhio sinistro. Nella ripresa successiva, Mitri tenta il tutto per tutto e La Motta sembra accusare. Poi reagisce con una serie di colpi alla testa a cui Mitri risponde abbassandosi e rispondendo con dei sinistri allo stomaco. L'italiano si aggiudica l'ottavo round ma poi il Campione del Mondo prende le redini dell'incontro e vince le successive tre riprese. Dalla dodicesima in poi a Mitri, ormai stanco, non rimane altro che resistere stoicamente sino alla fine del match. Il suo ultimo disperato assalto non ha effetto e La Motta si aggiudica anche l'ultima ripresa. Il verdetto in favore del campione è netto ma non trascendentale: la terna arbitrale tutta statunitense, infatti, assegna rispettivamente otto, tre e un solo punto di vantaggio per LaMotta. 
Tornato in Europa, il 22 ottobre 1951, a Parigi, cede ai punti al campione europeo dei pesi welter, Charles Humez, intenzionato a proseguire la sua carriera nella categoria superiore. Si rifa il 9 ottobre 1952 battendo a Milano il franco algerino Kid Marcel, ai punti.
Tra il 1952 e il 1954, Mitri sembra essere tornato il campione dei primi anni da professionista. Resta imbattuto per tredici combattimenti con undici vittorie e due pari. 

Tiberio Mitri dopo la vittoria con Randy Turpin

Il 2 maggio 1954, sale su un ring allestito allo Stadio Torino (oggi Flaminio) di Roma, per contendere la cintura europea dei medi al britannico Randy Turpin, fratello minore del pugile affrontato due volte dal triestino tra il 1948 e il 1949. Il suo avversario è reduce da due intensi combattimenti con il fuoriclasse statunitense Sugar Ray Robinson al quale ha strappato e poi riconsegnato la cintura mondiale, dopo avergli inflitto la seconda sconfitta in carriera. Mitri si allena scrupolosamente alla guida di Gigi Proietti ed ha come sparring partner l'ex campione europeo dei dilettanti Giacomo Di Segni.
L'esito è clamoroso. Dopo poche fasi di studio, passa appena 1:05 che Mitri fa partire un micidiale gancio sinistro al mento dell'avversario che crolla al tappeto e batte la testa. Turpin tenta di rialzarsi al conto di sette ma, dopo pochi passi, ricade tra la seconda e la terza corda. L'arbitro non può far altro che assegnare la vittoria alla prima ripresa per knock-out tecnico a Tiberio Mitri, che torna a indossare la cintura di campione europeo dei pesi medi.
Il 13 novembre dello stesso anno, affronta nuovamente, a Milano, il francese Charles Humez, con titolo in palio. Humez conduce le prime due riprese e alla fine della seconda il triestino tocca per un attimo il tappeto. Alla terza ripresa decide di stringere i tempi. Mitri colpito più volte, va nuovamente al tappeto, anche se l'arbitro preferisce non contarlo. Dopo una decina di secondi crolla nuovamente colpito da un sinistro micidiale. Si rialza al nove ma, di fronte agli attacchi dell'avversario mette nuovamente il ginocchio a terra e poi viene malamente scaraventato tra le corde. A questo punto il match è dichiarato concluso con la vittoria per knock-out tecnico di Humez che conquista per la seconda volta una cintura europea.
Dopo questa sconfitta, Mitri combatte ancora per più di due anni, con risultati tutto sommato soddisfacenti, per un pugile trentenne a fine carriera. Vince 19 dei suoi ultimi venti combattimenti. Perde soltanto a Salisbury, in Rhodesia, dal pugile locale Jimmy Elliott, con verdetto ai punti. Vince tutti i match in Italia, i due in Tunisia e i tre combattuti in Australia. Termina con una vittoria a Roma, battendo il francese Marius Dori, ai punti in dieci riprese.
Nel 1957, dopo 101 incontri disputati con 88 vittorie, 7 pareggi e 6 sconfitte, Mitri appende i guantoni al chiodo.

### Carriera cinematografica
Nel 1951, Mitri si trasferisce a Roma con la moglie Fulvia Franco interessata all'ambiente cinematografico di Cinecittà. Roma diventa la sua seconda città e, nel frattempo, trova modo di affiancare alla carriera pugilistica anche quella cinematografica, favorito dal fisico atletico e dalla sua "Faccia d'angelo", come era anche soprannominato nell'ambiente della boxe. 
Il suo primo film, I tre corsari, è del 1952. Nel 1955 recita la parte del protagonista nel film ambientato nel mondo della boxe Il nostro campione, per la regia di Vittorio Duse, con Luisa Rivelli. In Guardia, guardia scelta, brigadiere e maresciallo (1956), recita la parte di Sandro, il fidanzato pugile della figlia del brigadiere Aldo Fabrizi. 
Nel 1957, Michelangelo Antonioni gli offre la parte del protagonista nel film Il grido. Rifiuta sostenendo che di non essere idoneo a recitare la parte di un "perdente". 
Nel 1959 è presente nel cast del film La grande guerra, al fianco di Vittorio Gassman e Alberto Sordi. 
Dopo il 1975 si può dire terminata anche la carriera cinematografica, a parte, nel 1986, una piccola comparsata in La signora della notte (nei panni di sé stesso) e il cameo del 1995 (ancora nei panni di sé stesso) in Pugili. 
Sul finire degli anni ottanta torna a recitare a sorpresa nella serie televisiva Classe di ferro di Bruno Corbucci, nel ruolo del pizzaiolo amico delle reclute. Anche stavolta il richiamo al pugilato è presente.  Il suo personaggio è infatti un ex pugile che non disdegna di raccontare aneddoti della sua vita sul quadrato ai militari e al sergente Scherone (Adriano Pappalardo).

### La malattia e la fine
Mitri venne arrestato due volte per possesso di cocaina, nel 1970 e nel 1980. Gli ultimi anni di vita furono segnati da gravi problemi familiari. Nel 1981 perse il primogenito Alessandro, trentenne, a causa della droga. Venne poi a mancare per AIDS anche la seconda figlia Tiberia, avuta dall'ereditiera e cantante lirica americana Helen de Lys Meyer.
Dissipata ogni ricchezza passata e abbandonato anche dalla terza compagna, Mitri viveva con una modesta pensione in via Luciano Manara, a Trastevere. Fu quindi colpito da un progressivo deterioramento delle facoltà mentali, riconducibile sia ai traumi subiti negli incontri sia alla dipendenza dall'alcolismo e dalla cocaina. 
Negli ultimi mesi, affetto dalla malattia di Alzheimer, era assistito dalla vicina Comunità di Sant'Egidio. Spesso, però, il pugile usciva di casa e vagava per ore, senza meta.
Morì a settantaquattro anni travolto da un treno locale sulla linea Roma-Civitavecchia, mentre camminava lungo i binari, presumibilmente in stato confusionale, nei pressi di Porta Maggiore, due chilometri prima della Stazione Termini.
È sepolto presso il cimitero monumentale Sant'Anna di Trieste, sua città natale.

## Caratteristiche tecniche
Il giornalista specializzato Giuliano Orlando così ha descritto le caratteristiche tecniche di Tiberio Mitri: «Tiberio Mitri aveva tutto o quasi per essere grande. Ma in quella classe che sembrava sgorgare spontanea nei colpi eleganti, nel fisico perfetto, si accompagnava il fatalismo che l'aveva avvolto nei tempi dell'educatorio, come lo chiamava lui, dove venne rinchiuso da ragazzo». La sua principale qualità erano la velocità e il gioco di gambe con il quale stremava gli avversari. Non aveva un pugno di particolare potenza ma era un grande incassatore e boxava con continuità.

## Nella cultura di massa

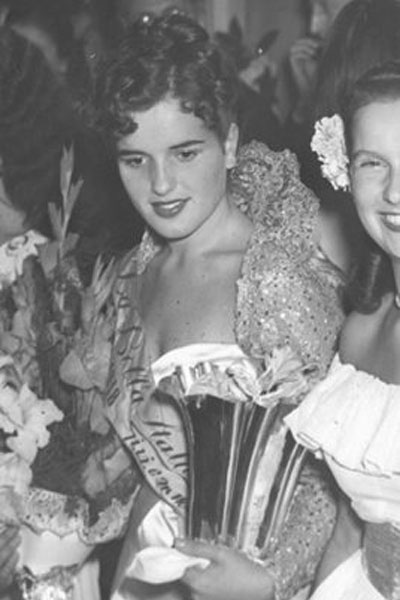
Fulvia Franco

- Il matrimonio tra Tiberio Mitri e la concittadina Fulvia Franco, Miss Italia 1948, fu un avvenimento mediatico ripreso dai cinegiornali e che riempì le pagine dei rotocalchi dell'epoca. Sul sagrato della chiesa, il 15 gennaio 1950, era assiepata una folla di circa diecimila persone. Dopo numerosi litigi i due si separarono. Nel 1954 Fulvia Franco, che tre anni prima aveva avuto da Mitri il figlio Alessandro, chiese l'annullamento delle nozze e anche ciò riempì le pagine dei giornali già coinvolte nella vicenda tra Fausto Coppi e la "Dama bianca"[1].

- Otello Belardinelli, ex pugile campione d'Italia e buon amico di Mitri, ha motivato la prestazione di Tiberio Mitri nel confronto "mondiale" contro Jake LaMotta. Il triestino non sarebbe salito sul ring al massimo delle possibilità atletiche, per motivi legati alla gelosia nei confronti della moglie Fulvia Franco. L'attrice si trovava in quei giorni a Hollywood nel tentativo di sfondare nel mondo del cinema americano e le ore notturne "rubate" al sonno in concitate telefonate con la moglie e gli allenamenti non affrontati nel modo migliore, avrebbero impedito al campione di salire sul ring con la preparazione necessaria per affrontare una prova di tale difficoltà[23] .

Dopo il ritiro, ricordando la sua carriera di pugile, Tiberio Mitri assolverà di ciò la ex moglie, nell'epilogo del suo libro La botta in testa. In tale passo, sembra addirittura predire la sua fine sui binari di una ferrovia: 
- Durante la carriera pugilistica, Tiberio Mitri è apparso spesso in televisione, ospite di trasmissioni di varietà. Fu anche campione per sei settimane di un'apposita edizione de Il Musichiere, riservata ai Vip[15].

- Nel settembre 2011 la Rai ha mandato in onda su Rai 1 la miniserie dedicata alla sua vita dal titolo Tiberio Mitri - Il campione e la miss, diretta da Angelo Longoni e interpretata nel ruolo di Tiberio Mitri da Luca Argentero. La messa in onda della prima visione era prevista inizialmente per il 6 e il 7 marzo 2011 su Rai 1, ma questa, pochi giorni prima, era stata sospesa a scopo cautelativo per via di una causa civile aperta dal nipote di Mitri per tutelare l'immagine dei nonni. Rai 1 ha infine deciso il debutto della miniserie per i giorni 26 e 27 settembre 2011[24].

## Filmografia

### Cinema
- I tre corsari, regia di Mario Soldati (1952)
- Jolanda, la figlia del Corsaro Nero, regia di Mario Soldati (1953)
- Era lei che lo voleva!, regia di Marino Girolami e Giorgio Simonelli (1953)
- Il nostro campione, regia di Vittorio Duse (1955)
- Guardia, guardia scelta, brigadiere e maresciallo, regia di Mauro Bolognini (1956)
- Addio alle armi (A Farewell to Arms), regia di John Huston e Charles Vidor (1957)
- Totò a Parigi, regia di Camillo Mastrocinque (1958)
- Un uomo facile, regia di Paolo Heusch (1959)
- Simpatico mascalzone, regia di Mario Amendola (1959)
- La grande guerra, regia di Mario Monicelli (1959)
- Juke box - Urli d'amore, regia di Mauro Morassi (1959)
- Jovanka e le altre (5 Branded Women), regia di Martin Ritt (1960)
- I due nemici (The Best of Enemies), regia di Guy Hamilton (1961)
- Il relitto, regia di Michael Cacoyannis (1961)
- La vendetta della signora (The Visit), regia di Bernhard Wicki (1964)
- Un fiume di dollari, regia di Carlo Lizzani (1966)
- Diabolik, regia di Mario Bava (1968)
- Lo sbarco di Anzio, regia di Duilio Coletti (1968)
- Le avventure di Ulisse, regia di Franco Rossi (1969)
- Sledge (A Man Called Sledge), regia di Vic Morrow (1970)
- Gli angeli dalle mani bendate, regia di Oscar Brazzi (1976)
- La signora della notte, regia di Piero Schivazappa (1986)
- Pugili, regia di Lino Capolicchio (1995)

### Televisione
- Westinghouse Desilu Playhouse – serie TV, episodio 2x12 (1960)
- Odissea, regia di Franco Rossi – miniserie TV (1968)
- Quando arriva il giudice, regia di Giulio Questi – miniserie TV (1986)
- Classe di ferro – serie TV, 8 episodi (1989)

#### Serie TV su Mitri
- Tiberio Mitri - Il campione e la miss, regia di Angelo Longoni – miniserie TV (2011)

## Doppiatori
- Giuseppe Rinaldi in Era lei che lo voleva!; Guardia, guardia scelta, brigadiere e maresciallo
- Glauco Onorato in Totò a Parigi